# Taha Al-Aswed
Taha Al-Aswed es un deportista libio que compitió en taekwondo. Ganó una medalla de bronce en los Juegos Panafricanos de 2015, y una medalla de bronce en el Campeonato Africano de Taekwondo de 2012.

## Palmarés internacional
| Juegos Panafricanos | Juegos Panafricanos               | Juegos Panafricanos | Juegos Panafricanos |
| Año                 | Lugar                             | Medalla             | Categoría           |
| ------------------- | --------------------------------- | ------------------- | ------------------- |
| 2015                | Brazzaville (República del Congo) | Medalla de bronce   | –80 kg              |
| Campeonato Africano |                                   |                     |                     |
| Año                 | Lugar                             | Medalla             | Categoría           |
| 2012                | Antananarivo (Madagascar)         | Medalla de bronce   | –74 kg              |